# ریما بنت بندر آل سعود
ریما بنت بندر بن سلطان بن عبدالعزیز آل سعود، شاهزاده سعودی و سفیر کنونی و یازدهم عربستان سعودی در ایالات متحده آمریکا است. او اولین زن در تاریخ عربستان سعودی است که به مقام سفیر دست یافته‌است.
شاهزاده ریما، فرزند بندر بن سلطان و هیفا بنت فیصل، متولد ۱۹۷۵ در ریاض است. او به علت شغل پدرش که از سال ۱۹۸۳ تا ۲۰۰۵ سفیر عربستان در ایالات متحده بود، سالهای زیادی را در آن کشور گذرانده‌است. او دارای مدرک کارشناسی در رشته مطالعات موزه‌داری از دانشگاه جرج واشینگتن است.
او همچنین از راه دور با مسئولین موزه فیلد در شیکاگو همکاری داشته، وی کلکسیونی از مادرش «هیفا فیصل» را در شیکاگو به نمایش گذاشت.
ریما بنت بندر بن سلطان بن عبدالعزیز طی یک دهه گذشته، در چندین پروژه بخش خصوصی و عمومی فعالیت داشته‌است.